# Tourém
Tourém é uma freguesia portuguesa do município de Montalegre, freguesia com 16,61 km2 de área e 110 habitantes (censo de 2021), tendo, por isso, uma densidade populacional de 6,6 hab./km².
Em 2021, a freguesia de Tourém foi a sétima freguesia com menos habitantes em Portugal, e a terceira com menos habitantes em Portugal Continental.

## Geografia
A aldeia de Tourém é a única povoação portuguesa situada a norte da serra do Gerês, na margem esquerda do rio Salas, entre as aldeias galegas de Requiás e Guntumil (concelho de Muíños) e Randín (concelho de Calvos de Randín). O antigo castelo português da Piconha e o território do extinto Couto Misto ficam um pouco mais a leste.
Se vista a definição com alguma tolerância, uma parte da freguesia de Tourém constitui, a par com uma parte do Município de Mourão, um dos dois pequenos exclaves de Portugal, uma vez que se encontra separada do restante território pela albufeira de uma barragem espanhola (Encoro de Salas), e apenas é acessível através de uma ponte.

## Demografia
A população registada nos censos foi:
| Ano  | 0-14 Anos | 15-24 Anos | 25-64 Anos | > 65 Anos |
| 2001 | 22        | 20         | 69         | 74        |
| 2011 | 9         | 17         | 62         | 63        |
| 2021 | 5         | 3          | 48         | 54        |

## História
Tourém foi vila e sede de concelho até ao início do século XIX. Este era constituído apenas pela freguesia da sede e tinha, em 1801, 411 habitantes.

## Património
- Igreja de São Pedro ou Igreja Matriz de Tourém
- Capela do Outeiro;
- Capela de São Lourenço;
- Forno comunitário de Tourém.